# Bourgfelden
Bourgfelden is een gehucht in de Franse gemeente Saint-Louis in het departement Haut-Rhin. 
Tot 1953 was Bourgfelden een zelfstandige gemeente.

Kaart van de wijk